# Дятлов (Краснодарский край)
Дятлов — хутор в Мостовском районе Краснодарского края.
Входит в состав Переправненского сельского поселения.

## Население
| 2002 | 2010 |
| ---- | ---- |
| 125  | ↘109 |

- ул. Восточная,
- ул. Мичурина,
- ул. Степная.